# ديف جراف
ديف جراف (بالإنجليزية: Dave Graf)‏ هو لاعب كرة قدم أمريكية أمريكي، ولد في 5 أغسطس 1953 في دونكيرك في الولايات المتحدة.

## وصلات خارجية
- ديف جراف على موقع مرجع كرة القدم المحترفة.كوم (الإنجليزية)